# راي مكوي
راي مكوي (بالإنجليزية: Ray McCoy)‏ هو لاعب كرة قدم بريطاني في مركز نصف الجناح، ولد في 22 مارس 1964 في Cookstown ‏ في المملكة المتحدة. شارك مع منتخب أيرلندا الشمالية لكرة القدم. أما مع النوادي، فقد لعب مع غلينافون ونادي بانغور ونادي دوندالك ونادي كوليرين.

## وصلات خارجية
- راي مكوي على موقع قاعدة بيانات كرة القدم.إي يو (الإنجليزية)
- راي مكوي على موقع ناشيونال فوتبول تيمز (الإنجليزية)